# Monument de la Fidélité
Le monument de la Fidélité est un monument historique situé à Bennwihr, dans le département français du Haut-Rhin.

## Localisation
Ce bâtiment est situé place de la Mairie et place de l'Église à Bennwihr.

## Historique
L'édifice fait l'objet d'une inscription au titre des monuments historiques depuis 1996.